# Archiv der Pharmazie
Archiv der Pharmazie (скорочено ISO: Arch. Pharm.) — науковий журнал, який видається Wiley  від імені Німецького фармацевтичного товариства та секції медичної хімії Німецького хімічного товариства. Журнал виходить щомісяця. Публікуються статті з усіх галузей фармацевтичної та медичної хімії.
Перше видання з'явилося у 1822 році під назвою Pharmazeutische Monatsblätter.
Потім назва була змінена на Archiv des Apothekervereins im nördlichen Teutschland für die Pharmacie und ihre Huelfswissenschaften (Архів асоціації фармацевтів у Північній Німеччині для фармації та її допоміжних наук,1824). Під редакцією Р. Брандеса томи 40-50 були вкладені в журнал Лібіха Annalen der Pharmacie в 1832-1834 роках.
З 1835 року (том 51) він був знову відокремлений і перейменований на Archiv der Pharmacie, eine Zeitschrift des Apotheker-Vereins im nördlichen Teutschland.
Відомими авторами 19-го та початку 20-го століття були Йоганн Вольфганг Деберейнер, Георг Драгендорф, Фрідріх Август Флюкігер, Карл Ремігіус Фрезеніус, Карл Манніх, Крістіан Готфрід Даніель Ніс фон Езенбек, Ернст Шмідт, Александр Чирх і Отто Валлах .
З 1924 (том 242) до 1971 року журнал називався «Archiv der Pharmazie und Berichte der Deutschen Pharmazeutischen Gesellschaft», після чого назва була скорочена до «Archiv der Pharmazie» .
У 1995 році назва знову була розширена, тепер журнал називався Archiv der Pharmazie – Pharmaceutical and Medicinal Chemistry, а мова публікації була змінена з німецької на англійську.  У 2005 році назву було змінено на нинішню та введено підзаголовок Chemistry in Life Sciences.
Імпакт-фактор 4,61 (2021). За статистикою Journal Citation Report, Archiv посідає 24 місце з 63 журналів в категорії Медична хімія, 69 місце з 179 журналів у категорії Міждисциплінарна хімія і 88  місце з 279 журналів у категорії «Фармакологія та фармація».
Головним редактором до 2019 року був Хольгер Старк, Університет імені Генріха Гейне, Дюссельдорф.З січня 2020 року головний редактор журналу  Андреас Лінк, Університет Грайфсвальда.